# Ізмайлівка (Олександрійський район)
Ізма́йлівка — село в Україні, в Олександрійській міській громаді Олександрійського району Кіровоградської області. Населення становить 425 осіб. Колишній центр Ізмайлівської сільської ради.

## Населення
Згідно з переписом УРСР 1989 року чисельність наявного населення села становила 391 особа, з яких 178 чоловіків та 213 жінок.
За переписом населення України 2001 року в селі мешкали 424 особи.

### Мова
Розподіл населення за рідною мовою за даними перепису 2001 року:
| Мова       | Відсоток |
| ---------- | -------- |
| українська | 92,47 %  |
| російська  | 4,00 %   |
| угорська   | 2,12 %   |
| молдовська | 1,18 %   |
| болгарська | 0,24 %   |